# Bornología
En matemáticas, especialmente en análisis funcional, una bornología en un conjunto X es una colección de subconjuntos de X que satisfacen axiomas que generalizan la noción de conjunto acotado. Una de las motivaciones clave detrás de las bornologías y el análisis bornológico es el hecho de que los espacios bornológicos proporcionan un entorno conveniente para el álgebra homológica en el análisis funcional. Esto se debe a quepg 9 la categoría de los espacios bornológicos es aditiva, completa, cocompleta y tiene un producto tensorial adjunto por el hom interno, todos ellos componentes necesarios para definir un álgebra homológica.

## Historia
La bornología se origina en el análisis funcional. Hay dos formas naturales de estudiar los problemas de análisis funcional: una es estudiar nociones relacionadas con la topología (topologías vectoriales, operadores continuos, subconjuntos abiertos/compactos, etc.) y la otra es estudiar nociones relacionadas con acotaciones (bornologías vectoriales, operadores lineales acotados, subconjuntos acotados, etc.).
Para los espacios vectoriales normados, de los cuales surgió el análisis funcional, las nociones topológicas y bornológicas son distintas pero complementarias y están estrechamente relacionadas.
Por ejemplo, la bola unitaria centrada en el origen es a la vez un entorno del origen y un subconjunto acotado.
Además, un subconjunto de un espacio normado es un entorno del origen (respectivamente, es "un conjunto acotado") exactamente cuando contiene (respectivamente, está contenido en) un múltiplo escalar distinto de cero de esta bola. Entonces, este es un caso donde las nociones topológicas y bornológicas son distintas pero complementarias, en el sentido de que sus definiciones difieren solo según qué relación se usa ({\displaystyle \,\subseteq \,} y {\displaystyle \,\supseteq \,}).
En otras ocasiones, la distinción entre nociones topológicas y bornológicas puede incluso resultar innecesaria.
Por ejemplo, para aplicaciones lineales entre espacios normados, ser continuo (una noción topológica) equivale a ser acotado (una noción bornológica).
Aunque la distinción entre topología y bornología suele ser confusa o innecesaria para espacios normados, se vuelve más importante cuando se estudian generalizaciones de espacios normados.
Sin embargo, la bornología y la topología todavía pueden considerarse dos aspectos necesarios, distintos y complementarios de una misma realidad.
La teoría general de los espacios vectoriales topológicos surgió primero de la teoría de los espacios normados y luego la bornología surgió de esta teoría general de los espacios vectoriales topológicos, aunque desde entonces la bornología ha sido reconocida como una noción fundamental en el análisis funcional.
Nacido del trabajo de George Mackey (que da nombre al espacio de Mackey), la importancia de los subconjuntos acotados se hizo evidente por primera vez en teoría de la dualidad, especialmente debido al teorema de Mackey-Arens y a la topología de Mackey.
A partir de la década de 1950, se hizo evidente que los espacios vectoriales topológicos eran inadecuados para el estudio de ciertos problemas importantes.
Por ejemplo, la operación de multiplicación de algunas álgebras topológicas importantes no era continua, aunque a menudo estaba acotada.
Otros problemas importantes para los cuales se encontró que los EVTs eran inadecuados fue el desarrollo de una teoría más general del cálculo diferencial, la generalización de las distribuciones desde las distribuciones con valores escalares (las habituales) a distribuciones con valores vectoriales o de operadores, y la extensión del cálculo funcional holomórfico de Gelfand (que está concertado principalmente con el álgebra de Banach o con el álgebra localmente convexa) a una clase más amplia de operadores, incluidos aquellos cuyos espectros no son compactos.
Se ha descubierto que la bornología es una herramienta útil para investigar estos problemas y otros, incluidos problemas en geometría algebraica y topología general.

## Definiciones
Una bornología en un conjunto es un recubrimiento del conjunto que está cerrado bajo uniones finitas y tomando subconjuntos. Los elementos de una bornología se denominan conjuntos acotados.
Explícitamente, una bornología
en un conjunto {\displaystyle X} es una familia {\displaystyle {\mathcal {B}}\neq \varnothing } de subconjuntos de {\displaystyle X} tales que
1. {\displaystyle {\mathcal {B}}} es estable bajo inclusión o cerrada hacia abajo
si {\displaystyle B\in {\mathcal {B}}}, y entonces cada subconjunto de {\displaystyle B} es un elemento de {\displaystyle {\mathcal {B}}.}
  - Expresado en lenguaje coloquial, esto significa que los subconjuntos de conjuntos acotados están acotados.
2. {\displaystyle {\mathcal {B}}} recubre {\displaystyle X.} Cada punto de {\displaystyle X} es un elemento de algún {\displaystyle B\in {\mathcal {B}},} o equivalente, {\displaystyle X={\textstyle \bigcup \limits _{B\in {\mathcal {B}}}B}.}
  - Suponiendo (1), esta condición puede reemplazarse por: para cada {\displaystyle x\in X,} {\displaystyle \{x\}\in {\mathcal {B}}.} En lenguaje sencillo, esto dice que cada punto está acotado.
3. {\displaystyle {\mathcal {B}}} es estable bajo uniones finitas: la unión de un número finito de elementos de {\displaystyle {\mathcal {B}}} es un elemento de {\displaystyle {\mathcal {B}},} o, de manera equivalente, la unión de cualquier par de conjuntos que pertenecen a {\displaystyle {\mathcal {B}}} también pertenece a {\displaystyle {\mathcal {B}}.}
  - En términos sencillos, esto dice que la unión de dos conjuntos acotados es un conjunto acotado.

en cuyo caso el par {\displaystyle (X,{\mathcal {B}})} se denomina estructura acotada
o conjunto bornológico
.
Por lo tanto, una bornología puede definirse de manera equivalente como un recubrimiento  cerrado hacia abajo que está cerrado bajo uniones binarias.
Una familia de conjuntos no vacía que se cierra bajo uniones finitas y toma subconjuntos (propiedades (1) y (3)) se llama ideal (porque es un ideal en el álgebra de Boole/álgebra de conjuntos que consta de todos los subconjuntos). Por lo tanto, una bornología en un conjunto {\displaystyle X} puede definirse de manera equivalente como un ideal que recubre {\displaystyle X.}
Los elementos de {\displaystyle {\mathcal {B}}} se denominan conjuntos acotados {\displaystyle {\mathcal {B}}} o simplemente conjuntos acotados
, si se sobreentiende {\displaystyle {\mathcal {B}}}.
Las propiedades (1) y (2) implican que cada subconjunto unitario de {\displaystyle X} es un elemento de cada bornología en {\displaystyle X;} la propiedad (3), a su vez, garantiza que lo mismo ocurre con cada subconjunto finito de {\displaystyle X.} En otras palabras, los puntos y los subconjuntos finitos siempre están acotados en cada bornología. En particular, el conjunto vacío siempre está acotado.
Si {\displaystyle (X,{\mathcal {B}})} es una estructura acotada y {\displaystyle X\notin {\mathcal {B}},} entonces el conjunto de complementos {\displaystyle \{X\setminus B:B\in {\mathcal {B}}\}} es un filtro (adecuado) llamado filtro en el infinito
; siempre es un filtro libre, lo que por definición significa que tiene una intersección vacía/núcleo, porque {\displaystyle \{x\}\in {\mathcal {B}}} para cada {\displaystyle x\in X.}

### Bases y subbases
Si {\displaystyle {\mathcal {A}}} y {\displaystyle {\mathcal {B}}} son bornologías en {\displaystyle X}, entonces se dice que {\displaystyle {\mathcal {B}}} es  más fina
o más fuerte
que {\displaystyle {\mathcal {A}}} y también se dice que {\displaystyle {\mathcal {A}}} es  más gruesa
o más débil
 que {\displaystyle {\mathcal {B}}} si {\displaystyle {\mathcal {A}}\subseteq {\mathcal {B}}.}
Una familia de conjuntos {\displaystyle {\mathcal {A}}} se llama base de una bornología
o sistema fundamental
de una bornología {\displaystyle {\mathcal {B}}} si {\displaystyle {\mathcal {A}}\subseteq {\mathcal {B}}} y por cada {\displaystyle B\in {\mathcal {B}},} existe un {\displaystyle A\in {\mathcal {A}}} tal que {\displaystyle B\subseteq A.}
Una familia de conjuntos {\displaystyle {\mathcal {S}}} se llama subbase
de una bornología {\displaystyle {\mathcal {B}}} si {\displaystyle {\mathcal {S}}\subseteq {\mathcal {B}}} y la colección de todas las uniones finitas de conjuntos en {\displaystyle {\mathcal {S}}} forman una base para {\displaystyle {\mathcal {B}}.}.
Cada base de una bornología es también una subbase de ella.

### Bornología generada
La intersección de cualquier colección de (una o más) bornologías en {\displaystyle X} es una vez más una bornología en {\displaystyle X.}
Tal intersección de bornologías recubrirá {\displaystyle X} porque cada bornología en {\displaystyle X} contiene cada subconjunto finito de {\displaystyle X} (es decir, si {\displaystyle {\mathcal {B}}} es una bornología en {\displaystyle X} y {\displaystyle F\subseteq X} es finito, entonces {\displaystyle F\in {\mathcal {B}}}). Se verifica fácilmente que dicha intersección también se cerrará bajo inclusión (subconjunto) y uniones finitas y, por lo tanto, será una bornología en {\displaystyle X.}.
Dada una colección {\displaystyle {\mathcal {S}}} de subconjuntos de {\displaystyle X,}, la bornología más pequeña en {\displaystyle X} que contiene {\displaystyle {\mathcal {S}}} se llama bornología generada
por {\displaystyle {\mathcal {S}}}.
Es igual a la intersección de todas las bornologías en {\displaystyle X} que contienen {\displaystyle {\mathcal {S}}} como subconjunto.
Esta intersección está bien definida porque el conjunto potencia {\displaystyle \wp (X)} de {\displaystyle X} es siempre una bornología en {\displaystyle X,} por lo que cada familia {\displaystyle {\mathcal {S}}} de subconjuntos de {\displaystyle X} siempre está contenida en al menos una bornología en {\displaystyle X.}

## Aplicaciones acotadas
Supóngase que {\displaystyle (X,{\mathcal {A}})} e {\displaystyle (Y,{\mathcal {B}})} son estructuras acotadas.
Un aplicación {\displaystyle f:X\to Y} se llama aplicación localmente acotada,
 o simplemente aplicación acotada
, si la imagen bajo {\displaystyle f} de cada conjunto acotado {\displaystyle {\mathcal {A}}} es un conjunto acotado {\displaystyle {\mathcal {B}}}; es decir, si por cada {\displaystyle A\in {\mathcal {A}},} {\displaystyle f(A)\in {\mathcal {B}}.}
Dado que la composición de dos aplicaciones acotadas localmente está nuevamente acotada localmente, está claro que la clase de todas las estructuras acotadas forma una categoría cuyos morfismos son aplicaciones acotadas.
Un isomorfismo en esta categoría se llama bornomorfismo
y es un aplicación biyectiva acotada localmente cuya inversa también está acotada localmente.

### Caracterizaciones
Supóngase que {\displaystyle X} e {\displaystyle Y} son espacios vectoriales topológicos (EVT) y {\displaystyle f:X\to Y} es un aplicación lineal.
Entonces, las siguientes afirmaciones son equivalentes:
1. {\displaystyle f} es una aplicación acotada (localmente);
2. Por cada disco bornívoro (es decir, acotado en el sentido bornológico) {\displaystyle D} en {\displaystyle Y,} {\displaystyle f^{-1}(D)} también es bornívoro.[5]

Si {\displaystyle X} e {\displaystyle Y} son localmente convexos, entonces esta lista puede ampliarse para incluir:
1. {\displaystyle f} hace corresponder discos acotados con discos acotados;

Si {\displaystyle X} está seminormado e {\displaystyle Y} es localmente convexo, entonces esta lista puede ampliarse para incluir:
1. {\displaystyle f} asigna secuencias nulas (es decir, secuencias que convergen al origen {\displaystyle 0}) en subconjuntos acotados de {\displaystyle Y.}[5]

### Ejemplos de aplicaciones acotadas
Si {\displaystyle f:X\to Y} es un operador lineal continuo entre dos espacios vectoriales topológicos (ni siquiera necesitan ser de Hausdorff), entonces es un operador lineal acotado (cuando {\displaystyle X} y {\displaystyle Y} tienen sus bornologías de von-Neumann).
Lo contrario es en general falso.
Un aplicación secuencialmente continua {\displaystyle f:X\to Y} entre dos EVTs está necesariamente acotada localmente.

## Construcciones generales
Bornología discreta
Para cualquier conjunto {\displaystyle X,} el conjunto potencia {\displaystyle \wp (X)} de {\displaystyle X} es una bornología en {\displaystyle X} llamada bornología discreta.
 Dado que cada bornología en {\displaystyle X} es un subconjunto de {\displaystyle \wp (X),} la bornología discreta es la bornología más fina en {\displaystyle X.}
Si {\displaystyle (X,{\mathcal {B}})} es una estructura acotada, entonces (porque las bornologías son cerradas hacia abajo) {\displaystyle {\mathcal {B}}} es la bornología discreta si y solo si {\displaystyle X\in {\mathcal {B}}.}
Bornología no discreta
Para cualquier conjunto {\displaystyle X,} el conjunto de todos los subconjuntos finitos de {\displaystyle X} es una bornología en {\displaystyle X} llamada  bornología no discreta.
Es la bornología más gruesa en {\displaystyle X,} lo que significa que es un subconjunto de todas las bornologías en {\displaystyle X.}
Conjuntos de cardinalidad acotada
El conjunto de todos los subconjuntos numerables de {\displaystyle X} es una bornología en {\displaystyle X.}
De manera más general, para cualquier cardinal infinito, {\displaystyle \kappa ,} el conjunto de todos los subconjuntos de {\displaystyle X} que tienen cardinalidad como máximo {\displaystyle \kappa } es una bornología en {\displaystyle X.}

### Bornología de imagen inversa
Si {\displaystyle f:S\to X} es un aplicación y {\displaystyle {\mathcal {B}}} es una bornología en {\displaystyle X,} entonces {\displaystyle \left[f^{-1}({\mathcal {B}})\right]} denota la bornología generada por {\displaystyle f^{-1}({\mathcal {B}}):=\left\{f^{-1}(B):B\in {\mathcal {B}}\right\},}, que se denomina bornología de imagen inversa o bornología inicial inducida por {\displaystyle f} en {\displaystyle S.}.
Sea {\displaystyle S} un conjunto, {\displaystyle \left(T_{i},{\mathcal {B}}_{i}\right)_{i\in I}} sea una familia de estructuras acotadas indexada por {\displaystyle I} y sea {\displaystyle \left(f_{i}\right)_{i\in I}} una familia de aplicaciones indexada por {\displaystyle I,} donde {\displaystyle f_{i}:S\to T_{i}} para cada {\displaystyle i\in I.}
La bornología de imagen inversa
{\displaystyle {\mathcal {A}}} en {\displaystyle S} determinada por estas aplicaciones es la bornología más fuerte en {\displaystyle S}, lo que hace que cada {\displaystyle f_{i}:(S,{\mathcal {A}})\to \left(T_{i},{\mathcal {B}}_{i}\right)} esté limitada localmente.
Esta bornología es igual a {\displaystyle {\textstyle \bigcap \limits _{i\in I}\left[f^{-1}\left({\mathcal {B}}_{i}\right)\right]}.}

### Bornología de imagen directa
Sea {\displaystyle S} un conjunto, sea {\displaystyle \left(T_{i},{\mathcal {B}}_{i}\right)_{i\in I}} una familia de estructuras acotadas indexada por {\displaystyle I} y sea {\displaystyle \left(f_{i}\right)_{i\in I}} una familia de aplicaciones indexada por {\displaystyle I} donde {\displaystyle f_{i}:T_{i}\to S} para cada {\displaystyle i\in I.}
La bornología de imagen directa
{\displaystyle {\mathcal {A}}} en {\displaystyle S} determinada por estas aplicaciones es la bornología más débil en {\displaystyle S}, lo que hace que cada {\displaystyle f_{i}:\left(T_{i},{\mathcal {B}}_{i}\right)\to (S,{\mathcal {A}})} esté limitada localmente.
Si para cada {\displaystyle i\in I,} {\displaystyle {\mathcal {A}}_{i}} denota la bornología generada por {\displaystyle f\left({\mathcal {B}}_{i}\right),} entonces esta bornología es igual a la colección de todos los subconjuntos {\displaystyle A} de {\displaystyle S} de la forma {\displaystyle \cup _{i\in I}A_{i}} donde cada {\displaystyle A_{i}\in {\mathcal {A}}_{i}} y todos menos un número finito de {\displaystyle A_{i}} están vacíos.

### Bornología subespacial
Supóngase que {\displaystyle (X,{\mathcal {B}})} es una estructura acotada y {\displaystyle S} es un subconjunto de {\displaystyle X.}
La bornología subespacial
{\displaystyle {\mathcal {A}}} en {\displaystyle S} es la bornología más fina en {\displaystyle S}, lo que convierte la inyección canónica {\displaystyle (S,{\mathcal {A}})\to (X,{\mathcal {B}})} de {\displaystyle S} en {\displaystyle X} (definida por {\displaystyle s\mapsto s}) limitada localmente.

### Bornología del producto
Sea {\displaystyle \left(X_{i},{\mathcal {B}}_{i}\right)_{i\in I}} una familia de estructuras acotadas indexada por {\displaystyle I}, sea {\displaystyle X={\textstyle \prod \limits _{i\in I}X_{i}},} y para cada {\displaystyle i\in I,} sea {\displaystyle f_{i}:X\to X_{i}} la proyección canónica.
La bornología del producto
en {\displaystyle X} es la bornología de imagen inversa determinada por las proyecciones canónicas {\displaystyle f_{i}:X\to X_{i}.}
Es decir, es la bornología más fuerte en {\displaystyle X} que hace que cada una de las proyecciones canónicas esté limitada localmente.
{\displaystyle {\textstyle \left\{\prod \limits _{i\in I}B_{i}~:~B_{i}\in {\mathcal {B}}_{i}{\text{for all }}i\in I\right\}}.} proporciona una base para la bornología del producto.

## Construcciones topológicas

### Bornología compacta
Un subconjunto de un espacio topológico {\displaystyle X} se llama relativamente compacta si su cierre es un subespacio compacto de {\displaystyle X.}
Para cualquier espacio topológico {\displaystyle X} en el que los subconjuntos unitarios sean relativamente compactos (como el espacio T1), el conjunto de todos los subconjuntos relativamente compactos de {\displaystyle X} forma una bornología en {\displaystyle X} llamada bornología compacta
 en {\displaystyle X.}
Cada aplicación continua en el espacio T1 está limitada con respecto a sus bornologías compactas.
El conjunto de subconjuntos relativamente compactos de {\displaystyle \mathbb {R} } forman una bornología en {\displaystyle \mathbb {R} .} Una base para esta bornología está dada por todos los intervalos cerrados de la forma {\displaystyle [-n,n]} para {\displaystyle n=1,2,3,\ldots .}.

### Bornología métrica
Dado un espacio métrico {\displaystyle (X,d),} su bornología métrica consta de todos los subconjuntos {\displaystyle S\subseteq X} tales que el supremo {\displaystyle \sup _{s,t\in S}d(s,t)<\infty } es finito.
De manera similar, dado un espacio de medida {\displaystyle (X,\Omega ,\mu ),} la familia de todos los subconjuntos medibles {\displaystyle S\in \Omega } de medida finita (es decir, {\displaystyle \mu (S)<\infty }) forman una bornología en {\displaystyle X.}

### Cierre y bornologías interiores
Supóngase que {\displaystyle X} es un espacio topológico y {\displaystyle {\mathcal {B}}} es una bornología en {\displaystyle X.}
La bornología generada por el conjunto de todos los interiores de los conjuntos en {\displaystyle {\mathcal {B}}} (es decir, generada por {\displaystyle \{\operatorname {int} B:B\in {\mathcal {B}}\}} se llama bornología interior
de {\displaystyle {\mathcal {B}}} y se denota por {\displaystyle \operatorname {int} {\mathcal {B}}.}
La bornología {\displaystyle {\mathcal {B}}} se llama abierta
si {\displaystyle {\mathcal {B}}=\operatorname {int} {\mathcal {B}}.}
La bornología generada por el conjunto de todas las clausuras de conjuntos en {\displaystyle {\mathcal {B}}} (es decir, generada por {\displaystyle \{\operatorname {cl} B:B\in {\mathcal {B}}\}}) se llama clausura
de {\displaystyle {\mathcal {B}}} y se denota por {\displaystyle \operatorname {cl} {\mathcal {B}}.}
Necesariamente, se tiene que {\displaystyle \operatorname {int} {\mathcal {B}}\subseteq {\mathcal {B}}\subseteq \operatorname {cl} {\mathcal {B}}.}
La bornología {\displaystyle {\mathcal {B}}} se denomina cerrada
si satisface alguna de las siguientes condiciones equivalentes:
1. {\displaystyle {\mathcal {B}}=\operatorname {cl} {\mathcal {B}};}
2. Los subconjuntos cerrados de {\displaystyle X} generan {\displaystyle {\mathcal {B}}};[5]
3. El cierre de cada {\displaystyle B\in {\mathcal {B}}} pertenece a {\displaystyle {\mathcal {B}}.}[5]

La bornología {\displaystyle {\mathcal {B}}} se llama propia
si {\displaystyle {\mathcal {B}}} es abierta y cerrada.
El espacio topológico {\displaystyle X} se llama {\displaystyle {\mathcal {B}}} localmente acotado
o simplemente localmente acotado si cada {\displaystyle x\in X} tiene un entorno que pertenece a {\displaystyle {\mathcal {B}}.}
Todo subconjunto compacto de un espacio topológico acotado localmente está acotado.

### Bornología de un espacio vectorial topológico
Si {\displaystyle X} es un espacio vectorial topológico (EVT), entonces el conjunto de todos los subconjuntos acotados de {\displaystyle X} forman una bornología (de hecho, incluso un bornología vectorial) en {\displaystyle X} llamada   bornología de von Neumann de {\displaystyle X},
 bornología usual
o simplemente  la bornología
de {\displaystyle X} y se denomina acotación natural.
.
En cualquier EVT localmente convexo {\displaystyle X,} el conjunto de todos los discos acotados cerrados forma una base para la bornología habitual de {\displaystyle X.}
Una aplicación lineal entre dos espacios bornológicos es continua si y solo si está acotada (con respecto a las bornologías habituales).

### Anillos topológicos
Supóngase que {\displaystyle X} es un anillo topológico conmutativo.
Un subconjunto {\displaystyle S} de {\displaystyle X} se llama subconjunto acotado
 si para cada entorno {\displaystyle U} del origen en {\displaystyle X,} existe un entorno {\displaystyle V} del origen en {\displaystyle X} tal que {\displaystyle SV\subseteq U.}